# Armel an Héjer
Armel an Héjer, né le 1er décembre 1972 à Chevreuse, est un chanteur traditionnel breton, auteur, compositeur et interprète de langue bretonne. Membre fondateur des groupes Ozan Trio, Joa et SA[ƒ]AR, et ancien chanteur du groupe de fest-noz Deus 'Ta (de 2003 à 2013), il mène en parallèle une carrière solo depuis la sortie de son premier album Boked an Euredenn en 2012.

## Biographie

### Les débuts
Bien que né à Chevreuse, Armel an Héjer grandit dans un environnement culturel profondément breton. Son père, originaire de Carhaix, est sonneur de biniou braz (cornemuse) et fut membre du Bagad Bleimor à partir de 1967, et sa mère, dont la famille est originaire de Lorient, est monitrice de danse bretonne et ancienne danseuse du cercle celtique de Saint-Pol-de-Léon. Tous deux seront à l'initiative de la création du cercle celtique Kan Breizh de Rambouillet en 1971.
C'est dans ce contexte culturel, alors âgé de 8 ans, qu'il fait ses premiers pas en musique, sous l'égide de son père qui lui enseigne les rudiments de la bombarde, avec laquelle il ne tarde pas à l'accompagner, puis du biniou braz. C'est en soliste autodidacte qu'il pratique ce dernier instrument pendant toute son adolescence, s'exerçant autant aux répertoires traditionnels breton qu'écossais. Entre 1991 et 1994, à la faveur de nombreux séjours en Bretagne au sein de sa famille, il s'initie également au biniou kozh et au scottish smallpipes.
Pendant son adolescence, parallèlement à la pratique instrumentale, le chant en langue bretonne l'intéresse et l'attire de plus en plus, au fur et à mesure de son apprentissage de la langue. C'est avant tout par la pratique de la gwerz et de la mélodie qu'il fait ses premières armes en chant, sous l'influence de grands interprètes tels que Yann-Fañch Kemener, Erik Marchand ou Lors Jouin, et à l'écoute de nombreux anciens chanteurs du Centre-Bretagne et du Pays vannetais.
En 1994, Armel an Héjer s'installe définitivement en Bretagne et y poursuit des études supérieures de langues bretonne et celtiques à l'université de Bretagne occidentale à Brest. Il y étudie notamment sous l'enseignement de Fañch Morvannou, qui marquera profondément son rapport au breton, et il obtient une maîtrise de "langues, littérature et civilisation bretonnes et celtiques" sous la double direction de Yves Le Dû et Yves Le Berre en 1998. Il enseigne ensuite la langue bretonne pour la formation continue et professionnelle au sein de l'association Stumdi et en tant que chargé de cours au pôle carhaisien de l'université de Bretagne occidentale jusqu'en 2000, date à laquelle il devient musicien professionnel.
Ces mêmes années lui permettent de développer et parfaire sa pratique du jeu en couple, tant en biniou kozh qu'en kan-ha-diskan. C'est finalement la pratique vocale qui prendra le dessus, et il arrête progressivement de sonner au tournant des années 2000 pour se consacrer désormais pleinement au chant. Il chante ainsi avec Louise Ebrel, Lors Jouin, Kristen Nikolas puis Alain Le Clère.
En 1999 il fonde le groupe Tadzokuit avec Philippe Lamézec (guitare et cistre), Michel Pellen (flûte traversière) et Jérôme Kerihuel (tablas), avec lequel il chantera jusqu'en 2003.

### Ozan Trio
En 2000, alors qu'il chante régulièrement en kan-ha-diskan en compagnie de Kristen Nikolas (ex Kern), sa rencontre avec Malo Carvou (flûte traversière) et Bernard Bizien (guitare acoustique), tous deux anciens membres de Penn Gollo, débouche sur la création du groupe Ozan, qui deviendra un an plus tard Ozan Trio après le départ de Kristen Nikolas.
Dans la lignée du jazz-gavotte initié par Yves Ménez à l'accordéon à partir des années 1930, Ozan Trio propose une musique basée tout d'abord sur la musique bretonne à laquelle viennent se greffer des influences swing, musette, tsiganes (manouches, sinti ou lovaras…), klezmer, ou flamenco.
Qualifié par les Vieilles Charrues de « véritable ovni régional », le trio parvient ainsi à créer un son unique et original, « capable de déchirer les nuages, (…) un bel exemple d'harmonie entre trois fortes personnalités, que seul le talent partagé peut autoriser », et un style reconnaissable entre tous, plein de poésie et d'humour, baptisé stumm (équivalent du swing en breton), n'hésitant pas « à se démarquer des sonorités habituelles de la musique bretonne » et à réinterpréter à sa manière des classiques tels que Marw ê ma mestres ou Er rah-koed, ou encore en intégrant des morceaux comme Indifférence, valse musette de Tony Murena et Joseph Colombo sur laquelle est adapté un texte écrit pour l'occasion par Armel an Héjer.Entre 2000 et 2011, Ozan Trio tourne à travers l'Europe, de la Pologne (et notamment au très prestigieux opéra de Szczecin en 2005) à l'Espagne, et participe également à de nombreuses manifestations locales comme le festival des Vieilles Charrues (en 2003 et 2007), le Festival Voix des Pays (en 2006 où il partage l'affiche avec Dee Dee Bridgewater et Femi Kuti), l'Atlantique Jazz Festival (la même année, avec Didier Malherbe), le festival de Cornouaille (notamment en 2008 en première partie d'Alan Stivell) ou encore le festival Kan al Loar (en 2011, en compagnie des Dubliners)…
Le trio enregistre également deux albums en public, Koñsert (2005, Etc'Art / Keltia Musique), qui recevra le pris Coup de cœur Produit en Bretagne l'année suivante, et Koñsert 2 (2008, Etc'Art / Keltia Musique) avec la participation de Henri Texier à la contrebasse, qui sera salué à son tour par le prix France 3 du meilleur album (Prizioù Frañs 3).
En 2008, Ozan Trio monte également le spectacle musical et visuel Kiosk en collaboration avec le photographe Richard Boulestreau, dont la première a lieu au centre culturel Amzer Nevez (Plœmeur, Morbihan). Articulé autour du répertoire du trio, ce spectacle fait alterner différentes saynètes visuelles construisant un univers artistique original au moyen de projections de diapositives  sur des panneaux mobiles, le fond de scène et les musiciens eux-mêmes.

### Joa
En 2010, il fonde le trio Joa avec Malo Carvou, toujours à la flûte traversière, et Ronan Bléjean à l'accordéon. Il s'agit cette fois, du point de vue musical, de revenir aux fondamentaux de la musique bretonne et de mettre en avant sa richesse mélodique. Le trio est ainsi conçu comme un couple biniou-bombarde, où la mélodie est assurée par une alternance de solistes soutenus par des bourdons, et où les rôles s'échangent au fur et à mesure de la construction des morceaux.
Ainsi le jeu subtil des trois musiciens parvient à marier les timbres instrumentaux de façon surprenante, créant un espace sonore où s'expriment au mieux les émotions qui s'en dégagent.Une résidence-création au centre culturel Amzer Nevez à Plœmeur (Morbihan) en février 2013 donne l'occasion au trio d'inviter Soïg Sibéril (guitare acoustique), Jamie McMenemy (bouzouki) et Xavier Lugué (contrebasse). Ensemble ils créent le spectacle Kerden en Awel (Cordes aux vent) autour du répertoire du trio, où la vibration des cordes vient répondre au souffle inépuisable des trois musiciens de Joa. Le premier album de Joa sort l'été suivant (JOA, Fri-Lous / Coop Breizh) : Soïg Sibéril, Jamie McMenemy et Xavier Lugué y sont également invités sur quatre titres, repris de la création.

### SA[ƒ]AR
Armel an Héjer et J.C. Normant (piano électrique Rhodes, claviers), après avoir travaillé à deux pendant un an, créent en 2015 avec Jérôme Kerihuel (percussions) le trio SA[ƒ]AR. Cet ensemble, dont le nom signifie à la fois « parole » en breton(sous-dialecte cornouaillais du Pays Glazik) et « voyage » en arabe, se définit lui-même comme « le voyage des mots entre le chant breton et le son unique du piano électrique Fender Rhodes [...], le voyage de la langue aux confins des rythmes musicaux, entre écriture contemporaine et mélodies traditionnelles atemporelles ». Basé essentiellement sur des arrangements collectifs à partir de compositions musicales et poétiques d'Armel an Héjer, « SA[ƒ]AR développe une personnalité atypique et un univers singulier, où se croisent et se marient les mots bretons d’aujourd’hui, les mélopées antiques, la poésie universelle et les rythmes du monde ». La première de SA[ƒ]AR a lieu le 23 juillet 2015 sur la scène du Théâtre Max-Jacob à Quimper lors du Festival de Cornouaille.
À la fin de la même année, SA[ƒ]AR invite le jazzman Denis Colin (clarinette basse) et le harpiste allemand Jochen Vogel(cláirseach) pour une résidence artistique qui donnera lieu à la création du spectacle Beaj ar Gomz (Le Voyage de la Parole) sur la scène du centre culturel breton Amzer Nevez à Ploemeur (Morbihan). Les lampes-tours qui constituent l'installation scénique pour l'occasion sont l'œuvre du plasticien Christophe Desportes.

### Un parcours personnel
Depuis le milieu des années 1990, Armel an Héjer s'est également intéressé plus profondément aux musiques modales, et plus spécifiquement orientales. Sa passion pour le flamenco, dont il admire la capacité des chanteurs et chanteuses à faire corps avec leurs chants, l'amène à regarder l'autre rive de la Méditerranée pour aller à la découverte des musiques arabes, savantes et populaires. C'est dans cet esprit qu'il collabore en 2002 au projet musical Lila Noz, initié par Annie Labiau et Christian Loaec en collaboration avec Essaïd Salmane et sa troupe de musiciens gnawa de Marrakech. Après la parution de l'album du même nom en 2001, Il y remplace sur scène Raymond Le Lann.
En 2004, il fait la connaissance de la chanteuse indienne Dr Meera Shivshankar Gundi, auprès de laquelle il fait une première approche concrète du chant classique hindustani, et qui lui révèle certains aspects du râga d'Inde du Nord. À cette occasion, il rencontre également le maître yogi Swami Paramatma (alias Francis Pennarun), fondateur de l'École de Yoga Satyananda et de l'association «Bija Yoga», qui lui donne la possibilité, au travers de l'association «Muzik Breizh Indez» de rencontrer des musiciens classiques indiens (notamment le joueur de tablas Allam Prabhu Kadakol, mais aussi Basappa Thimmappa Bhajantri au shehnai…) avec lesquels il échange plusieurs années de suite, sur scène comme en dehors.
Mais l'ouverture ne se fait pas qu'à l'Est ou au Sud. En 2010, Armel an Héjer est également sollicité par Soaz Jolivet, directrice de l'ensemble «Koroll Compagnie» pour prendre part à la création chorégraphique Tamm-Kreiz. Dans ce spectacle à deux voix, son chant dialogue avec la danse free-jazz de Justine Jaffré pour tenter d'apporter quelques éléments de réponse à la question qui sous-tend toute la création : « que fait-on aujourd'hui en création contemporaine à partir de ces racines bretonnes ? », et notamment en termes de musique et de danse. La première du spectacle a lieu en juillet 2010 à Landerneau, lors du concours Faltaziañ organisé par la confédération Kendalc'h au cours du festival Kan al Loar.

Auteur-compositeur prolifique, il était naturel que cette ouverture et cet intérêt pour les autres cultures modales viennent nourrir la plume d'Armel an Héjer. C'est ainsi qu'après plusieurs expériences scéniques, notamment au festival de Cornouaille en 2011 (concert Les nouvelles voix bretonnes en première partie de Gilles Servat) et lors de Talents en Scène, en février 2012 à Quimper, est né son premier album personnel, Boked an Euredenn (Keltia Musique, 2012), entièrement écrit, composé et arrangé de sa main.
On y retrouve une musique aux racines et à l'expression profondément bretonnes, teintée d'influences orientales (indiennes, arabes, persanes et grecques) relevées par les percussions de Jérôme Kerihuel, le oud de Nicolas Stévenin ou le laouto d'Alain Léon, mais aussi baroque (notamment sur le titre Arc'hoazh). Il s'y exprime la profondeur du sentiment appelé hirvoud en breton, mélange complexe de nostalgie et d'espoir, de fatalisme et d'espérance, un blues ou une saudade à la bretonne si intrinsèquement lié à l'âme armoricaine,.
L'album Boked an Euredenn (La fleur de l'Union) a été distingué comme l'un des trois meilleurs album de world music de l'année 2012 aux Indie Acoustic Project Awards 2013.

### Collaborations diverses

#### Deus 'Ta
En 2003, Armel an Héjer intègre également le groupe de fest-noz Deus 'Ta, où il retrouve ses deux compagnons d'Ozan Trio ainsi que l'accordéoniste Thierry Beuze. Ils seront rejoints l'année suivante par le percussionniste Bruno Rivoal, après le départ de Dominique Trichet (violon) puis de Yann Honoré (guitare basse). La nouvelle formation enregistre l'album Dañs en 2005 (Accordéon en Scène / Coop Breizh) et se produit par la suite dans de très nombreux festoù-noz. Armel an Héjer quitte l'ensemble en 2013, à la suite de Malo Carvou, et est remplacée par la chanteuse Mari Stervinou.

#### Heol
En 2009, Armel an Héjer est sollicité par le festival de Cornouaille pour participer au spectacle Heol, réunissant sur scène un ensemble de musiciens (dont il est le lead vocal), des danseurs de l'ensemble Eostiged ar Stangala de Kerfeunteun (Quimper), le bagad du Moulin Vert (Quimper) et une troupe de comédiens dont deux seulement resteront par la suite, Bob Simon et Heol Guirriec. Le spectacle, mariant musique, danse, théâtre et projections vidéo, se veut une rétrospective scénique de l'évolution de la culture et de la société bretonnes au travers de différents tableaux présentant l'histoire du festival de Cornouaille. La première est donnée à Quimper en novembre 2009, et le spectacle sera ensuite représenté à plusieurs reprises en 2010 et 2011 lors du festival.

#### Breizh Amerika Collective
Après une première rencontre à New York en 2013 avec James Lovell, chanteur et percussionniste garifuna, et une première série de concerts à Bryant Park, au cœur de Manhattan, lors de la manifestation A Taste of France, Armel an Héjer et Alain Le Clère participe à la mise en place de Breizh Amerika Collective, accompagnés par Thomas Moisson à l'accordéon et Gaëtan Grandjean au bouzouki, projet initié par l'association Breizh Amerika dont le but est de promouvoir la musique bretonne à l'étranger et notamment en Amérique, par le biais de rencontres interculturelles. Le collectif participe ainsi à une première tournée aux USA en mai 2015, commençant par une résidence à New York avec James Lovell and his garifuna drummers band suivi d'une série de concerts à l'Irish Art Center et au Meridian à New York, puis Rochester, Cleveland, l'Old Town School of Folk Music à Chicago, Albuquerque et Santa Fe. Ce projet sera également concrétisé par la sortie de l'album Asambles-Uwarani-Together l'année suivante.

#### Ars'ys
En 2015, le pianiste, organiste et compositeur quimpérois Hervé Lesvenan propose à Armel an Héjer d'intégrer sa formation Ars'ys, et lui demande notamment d'écrire ses propres poésies à partir de compositions pour piano. Cette collaboration débouche la même année sur la sortie de l'album Bro-oadow / Pays-âges (Ars'ys / Coop Breizh) sur lequel on retrouve également Loïc Bléjean (uilleann pipes et Low whistle) et Ronan Baudry (saxophone), ainsi que sur la création du spectacle scénique du même nom. « Dans ce septième album du collectif Ars'ys, le compositeur Hervé Lesvenan invite l'auditeur à une déambulation poétique à travers des « pays-âges » changeants, aux lumières douces. La voix d'Armel an Héjer donne le cap. Le chanteur au vibrato chaleureux interprète en breton ses propres textes, souvent mélancoliques. Une valse foraine (Dismantrow), des réminiscences de musique contemporaine (Danza) ou ancienne (Neved), une ambiance de cabaret circassien (Lastr) dessinent les reliefs d'un univers souvent proche de la musique de chambre » (Le Télégramme).

## Discographie

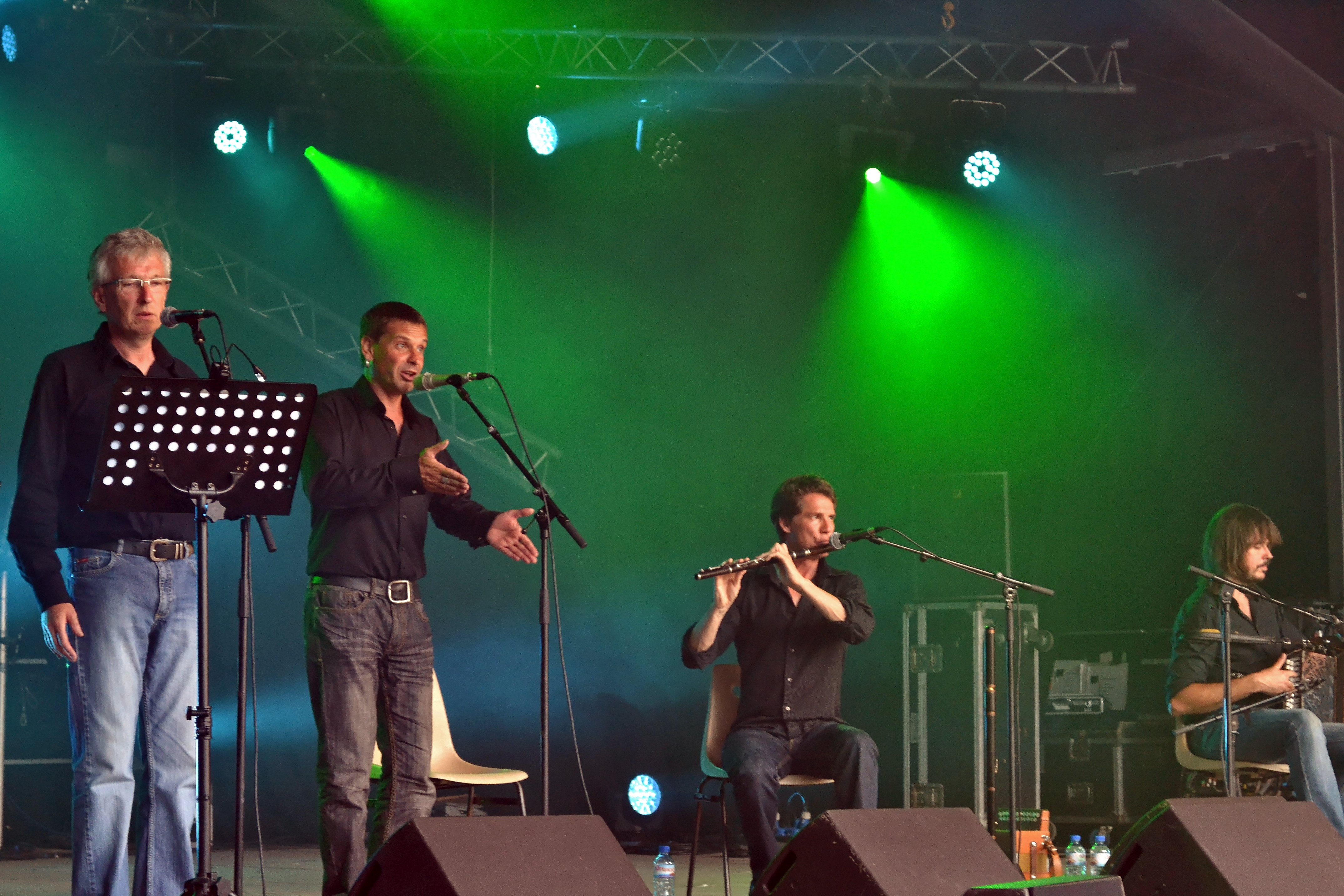
Joa invite Alain Le Clère lors du festival de Cornouaille, Quimper, 2014.

### Albums principaux
- 2005 : Koñsert, Ozan Trio (Etc'Art / Keltia Musique), prix Coup de Cœur Produit en Bretagne.
- 2005 : Dañs, Deus 'Ta (Accordéon en Scène / Coop Breizh).
- 2009 : Koñsert 2, Ozan Trio avec Henri Texier (Etc'Art / Keltia Musique), prix France 3 du meilleur album en langue bretonne.
- 2012 : Boked an Euredenn, Hirvoud #1 (Keltia Musique), Indie Acoustic Project Awards : sélection des 3 meilleurs album world music.
- 2013 : Joa, Joa avec Soïg Siberil, Jamie McMenemy et Xavier Lugué (Fri Lous / Coop Breizh).
- 2015 : Bro-oadow, Ars'ys, (Ars'ys / Coop Breizh).
- 2016 : Asambles-Uwarani-Together, Breizh Amerika Collective (Breizh Amerika).

### Compilations
- 1998 : Reuz à Brest mêm'  (Eog Productions)
- 2006 : 36e festival interceltique de Lorient  (Keltia Musique)
- 2006 : La musique bretonne, l'anthologie - Les groupes à danser, vol.2 (Coop Breizh)
- 2008 : Nuit des étoiles celtiques, Le concert des 30 ans (Keltia Musique, DVD)
- 2008 : Keltia Musique - 30 years-30 ans-30 vloaz (Keltia Musique, coffret 6 CD)
- 2009 : La Musique Bretonne pour Les Nuls (Keltia Musique)
- 2016 : Gavottes, Menez Meur, Anthologie vol.2 (War'l Leur Penn ar Bed/Coop Breizh)

### Participation
- 2014 : Red Cardell / Bagad Kemper, Gwenn ha Du (Coop Breizh)

## Récompenses et prix
- Produit en Bretagne :
  - Prix du Disque Coup de Cœur 2006 pour Koñsert, Ozan Trio.
- Prizioù Frañs 3 (France 3) :
  - Prix du meilleur album 2009 pour Koñsert 2, Ozan Trio.
- Premier prix de kan-ha-diskan en compagnie d'Alain Le Clère au concours de danse fisel, Festival Fisel, Rostrenen, 2012.
- Indie Acoustic Project awards :
  - Sélection des 3 meilleurs album world music de l'année 2012 pour Boked an Euredenn.

## Citations
- « Sa voix chaude, à la fois suave et puissante, ainsi qu'un style de chant tout à fait personnel, où se mêlent tradition, ouverture et innovation, ont fait reconnaître Armel an Héjer comme un des plus grands chanteurs bretons de sa génération »[36].
- « La Bretagne ne manque certes pas de chanteurs talentueux, mais la voix d'Armel an Héjer est telle qu'elle se place dans une catégorie à part : dense, mélancolique, au timbre puissant et riche. Il est difficile de penser à un chanteur masculin d'une telle qualité, mais on pourrait tenter la comparaison avec le grand Yann-Fañch Kemener. Tous deux ont des voix extrêmement attirantes, mais alors que celle de Kemener prend des accents dramatiques, presque lyriques, la voix d'Armel an Héjer semble plus personnelle, plus tellurique, rappelant les traditions vocales méditatives d'Asie Centrale et du Sud »[37].
- « Il y avait une voix, superbe, celle d'Armel An Hejer qui a touché droit au cœur. Le chanteur d'Ozan Trio sait apporter un nouveau souffle à la tradition avec des interprétations époustouflantes et une présence sur scène remarquable »[38].